# Tonke Dennebaum
Tonke Dennebaum (* 7. August 1974 in Mainz) ist ein deutscher römisch-katholischer Theologe, Professor an der Universität Mainz sowie Leiter des Kommissariats der Katholischen Bischöfe im Lande Hessen.

## Leben
Tonke Dennebaum legte 1994 sein Abitur am Werner-Heisenberg-Gymnasium Neuwied ab. Nach seinem Zivildienst als Rettungssanitäter beim Rettungsdienst des
DRK Neuwied studierte er von 1996 bis 2000 katholische Theologie in Mainz, Münster und an der Pontificia Università Lateranense Rom. Nach seinem Studium und bis 2004 war Dennebaum wissenschaftlicher Mitarbeiter am Seminar für Fundamentaltheologie und Religionswissenschaft der Universität Mainz. Seine Diakonenweihe erhielt er 2004 durch Weihbischof Ulrich Neymeyr in Mainz; die Priesterweihe folgte ein Jahr später. Im selben Jahr wurde er mit der Dissertation Kein Raum mehr für Gott? Wissenschaftlicher Naturalismus und christlicher Schöpfungsglaube zum Dr. theol. promoviert (Preis der Johannes Gutenberg-Universität Mainz). In den Jahren 2005 bis 2009 war er als Kaplan und Jugendseelsorger tätig und von 2009 bis 2011 war er Bischöflicher Sekretär des Bischofs von Mainz, Karl Kardinal Lehmann.
Tonke Dennebaum war von 2011 bis 2017 Lehrbeauftragter an der Johannes Gutenberg-Universität Mainz und habilitierte sich 2017 bei Alexander Loichinger mit der Schrift Freiheit, Glaube, Gemeinschaft. Theologische Leitlinien der Christlichen Philosophie Edith Steins und erhielt die Venia Legendi für Fundamentaltheologie und Religionswissenschaft und amtierte als Privatdozent. 2023/24 war er Professurvertreter für Systematische Theologie an der RWTH Aachen. 2024 wurde er zum außerplanmäßigen Professor an der Universität Mainz ernannt.
2017 wurde Dennebaum Regens des Mainzer Priesterseminars und Leiter des Pastoral- und Ausbildungsseminars des Bistums Mainz. 2023 wurde er zudem zum Leiter des Kommissariats der Katholischen Bischöfe im Lande Hessen ernannt und ist somit Vertreter der Belange der hessischen Diözesen bei der Landesregierung, dem Landtag und den politischen Parteien sowie bei den gesellschaftlichen Gruppen und Verbänden auf Landesebene.
Tonke Dennebaum ist Mitglied in folgenden Organisationen (Stand Januar 2025):
- Edith Stein-Gesellschaft Deutschland, Mitglied des Vorstands seit 2015, Vizepräsident seit 2021
- Edith Stein Stiftung, Köln, Mitglied des Kuratoriums seit 2016
- IASPES (International Association for the Study of the Philosophy of Edith Stein)
- Gesellschaft für Christlich-Jüdische Zusammenarbeit Mainz
- Ritter vom Heiligen Grab zu Jerusalem, Komturei St. Hildegard Mainz/Wiesbaden, Prior der Komturei seit 2022
- Verein der Freunde und Förderer der Musica Sacra am Hohen Dom zu Mainz
- Verein der Freunde und Förderer des Landesjugendorchesters Rheinland-Pfalz

## Schriften (Auswahl)
Monographien
- Kein Raum mehr für Gott? Wissenschaftlicher Naturalismus und christlicher Schöpfungsglaube. Echter Verlag, Würzburg 2006, ISBN 978-3-429-02797-1.
- Urknall, Evolution – Schöpfung. Glaube contra Wissenschaft? Echter Verlag, Würzburg 2008, ISBN 978-3-429-03034-6.
- Freiheit, Glaube, Gemeinschaft. Theologische Leitlinien der Christlichen Philosophie Edith Steins. Verlag Herder, Freiburg 2018, ISBN 978-3-451-83066-2.

Herausgeberschaften
- mit Mechthild Dreyer, Thomas Junginger und Monika Seibert-Grafe: Menschliches Leid – Perspektiven der Philosophie und Theologie, des Buddhismus und der Medizin, Heidelberg 2021.
- Der Arnsburger Hof und seine Kapelle: ein wiederentdecktes Baudenkmal in Mainz. Bistum Mainz Publikationen, Mainz 2022, ISBN 978-3-934450-82-0.